# Expédition d'Usama bin Zayd
 (septembre 2024).
Si vous disposez d'ouvrages ou d'articles de référence ou si vous connaissez des sites web de qualité traitant du thème abordé ici, merci de compléter l'article en donnant les références utiles à sa vérifiabilité et en les liant à la section « Notes et références ».
Batailles de Mahomet - Guerres arabo-byzantines
L'Expédition de Usama bin Zayd  également connue comme l’Armée de Usama ibn Zaid à al-Balqa, se déroule le 11AH selon le calendrier musulman, en mai 632.
Usama ibn Zayd fut nommé commandant d’une force d'expédition qui devait envahir une nouvelle fois la Palestine (et attaquer le Moab et Deir el-Balah) sur les ordres de Mahomet,. Il partit avec 3000 hommes le jour même où Mahomet mourut. Quand il arriva à destination, il attaqua les habitants, en tua plusieurs et emmena autant de captifs que possible.